# Stockton Springs
Stockton Springs ist eine Town im Waldo County des Bundesstaates Maine in den Vereinigten Staaten. Im Jahr 2020 lebten dort 1533 Einwohner in 964 Haushalten auf einer Fläche von 77,26 km².

## Geographie
Nach dem United States Census Bureau hat Stockton Springs eine Gesamtfläche von 77,26 km², von der 50,87 km² Land sind und 26,39 km² aus Gewässern bestehen.

### Geographische Lage
Stockton Springs liegt im Osten des Waldo Countys an der Penobscot Bay des Atlantischen Ozeans, direkt an der Mündung des Penobscot Rivers. Es grenzt an das Hancock County. Im Nordosten liegt der Stowers Meadow in der Sandy Point Game Management Area. Im Süden auf der zum Gebiet der Town gehörenden Halbinsel Cape Jellison liegt der Fort Point State Park mit dem Leuchtturm Fort Point. Die Oberfläche ist eher eben, jedoch ragt zentral der 177 m hohe Fletcher Hill empor.

### Nachbargemeinden
Alle Entfernungen sind als Luftlinien zwischen den offiziellen Koordinaten der Orte aus der Volkszählung 2010 angegeben.
- Norden: Prospect, 6,3 km
- Nordosten: Verona Island, Hancock County, 6,6 km
- Südosten: Penobscot, Hancock County, 14,9 km
- Süden: Castine, Hancock County, 11,8 km
- Südwesten: Islesboro, 24,7 km
- Westen: Searsport, 8,5 km

### Stadtgliederung
In Stockton Springs gibt es mehrere Siedlungsgebiete: Cape Jellison, Cape Junction, Fort Point, Fort Pownall, Sandy Point (Sandypoint), South Prospect, Stockton Springs und Stockton Village.

### Klima
Die mittlere Durchschnittstemperatur in Stockton Springs liegt zwischen −6,7 °C (20 °F) im Januar und 20,6 °C (69 °F) im Juli. Damit ist der Ort gegenüber dem langjährigen Mittel der USA um etwa 9 Grad kühler. Die Schneefälle zwischen Oktober und Mai liegen mit bis zu zweieinhalb Metern mehr als doppelt so hoch wie die mittlere Schneehöhe in den USA; die tägliche Sonnenscheindauer liegt am unteren Rand des Wertespektrums der USA.

## Geschichte
Das Gebiet von Stockton Springs gehörte zum Siedlungs- und Jagdgebiet der Penobscot. Zunächst betrieben sie Handel mit den einwandernden französischen und britischen Entdeckern, doch als diese dauerhafte Siedlungen gründeten, versuchten sie, diese zu vertreiben. Eine Gruppe von etwa 400 Männern unter dem Befehl des königlichen Gouverneurs von Massachusetts, Thomas Pownall, und General Samuel Waldo erreichte im Mai 1759 das Gebiet, um einen Verteidigungsposten gegen die Penobscot zu errichten. Sie ankerten im heutigen Fort Point Harbour und kampierten am Cape Jellison. Die sicheren Naturhäfen der Gegend und die geschützten Buchten veranlassten die Briten, sich dauerhaft anzusiedeln. Es wurde eine Garnison gegründet und Fort Pownall erbaut. Bis 1783 war dies die östlichste Siedlung in Maine.
Zunächst lebten die Bewohner von der Land- und Forstwirtschaft und das Gebiet gehörte zur Town Prospect. Mit Sandy Point gab es ab 1793 ein Postamt und 1845 wurde ein weiteres in South Prospect eingerichtet. Schließlich wurde 1857 die Trennung von Prospekt vollzogen und am 13. März 1857 die eigenständige Town Stockton gegründet. Der Name der Town wurde 1869 in Stockton Village geändert, aber bereits 1872 zurück in Stockton, da inzwischen die Ansiedlung durch Bevölkerungswachstum während der Blütezeit des Schiffbaus nicht mehr den Charakter eines „Dorfes“ hatte. Auf Wunsch eines Geschäftsmannes, der Wasser in Flaschen vermarkten wollte, wurde der Name schließlich 1889 in Stockton Springs geändert.
Zur Blütezeit von Stockton Springs lebten über 2000 Menschen in der Town, die als Umschlagort von Fisch und weiteren landwirtschaftlichen Produkten, sowie Granit und Holz auf den Seeweg bedeutend war. Viele der Seekapitäne bauten ihre kunstvollen, geräumigen viktorianischen Häuser im benachbarten Searsport, jedoch ließen sich in Stockton viele wohlhabende Kaufleute nieder.
Nach dem Niedergang der Seeschifffahrt durch die Entwicklung der Eisenbahn, wurden entlang der Küste Dampfschifflinien eingerichtet, die von wohlhabenden Familien aus Massachusetts, Providence, Hartford und New York genutzt wurden, die hier in Sommerhäusern und Hotels lebten. Im Jahr 1895 wurde durch ein Syndikat ein elegantes Sommerhotel für 200 Gäste, mit breiten Veranden, aufwendigen Möbeln, einer Kegelbahn, einem Billardraum, großen Kaminen, Speisesälen, Gehwegen durch den Wald, weitläufigen Gärten und einem achteckigen Tanzsaal errichtet. Das „Wassaumkeag Hotel“ entwickelte sich zu einem Anziehungspunkt. In der Folge hatte es mehrere Namen, brannte aber 1898 ab. Die Ruinen des Fundamentes befinden sich neben den Ruinen von Fort Point Harbour und dem Fort Point Lighthouse. Der Park Service unterhält diese drei als Teil des Fort Point Parks.

### Einwohnerentwicklung
| Volkszählungsergebnisse – Town of Stockton Springs, Maine | Volkszählungsergebnisse – Town of Stockton Springs, Maine | Volkszählungsergebnisse – Town of Stockton Springs, Maine | Volkszählungsergebnisse – Town of Stockton Springs, Maine | Volkszählungsergebnisse – Town of Stockton Springs, Maine | Volkszählungsergebnisse – Town of Stockton Springs, Maine | Volkszählungsergebnisse – Town of Stockton Springs, Maine | Volkszählungsergebnisse – Town of Stockton Springs, Maine | Volkszählungsergebnisse – Town of Stockton Springs, Maine | Volkszählungsergebnisse – Town of Stockton Springs, Maine | Volkszählungsergebnisse – Town of Stockton Springs, Maine |
| Jahr                                                      | 1800                                                      | 1810                                                      | 1820                                                      | 1830                                                      | 1840                                                      | 1850                                                      | 1860                                                      | 1870                                                      | 1880                                                      | 1890                                                      |
| --------------------------------------------------------- | --------------------------------------------------------- | --------------------------------------------------------- | --------------------------------------------------------- | --------------------------------------------------------- | --------------------------------------------------------- | --------------------------------------------------------- | --------------------------------------------------------- | --------------------------------------------------------- | --------------------------------------------------------- | --------------------------------------------------------- |
| Einwohner                                                 |                                                           |                                                           |                                                           |                                                           |                                                           |                                                           | 1595                                                      | 2089                                                      | 1548                                                      | 1149                                                      |
| Jahr                                                      | 1900                                                      | 1910                                                      | 1920                                                      | 1930                                                      | 1940                                                      | 1950                                                      | 1960                                                      | 1970                                                      | 1980                                                      | 1990                                                      |
| Einwohner                                                 | 872                                                       | 1103                                                      | 1175                                                      | 877                                                       | 905                                                       | 949                                                       | 980                                                       | 1142                                                      | 1230                                                      | 1385                                                      |
| Jahr                                                      | 2000                                                      | 2010                                                      | 2020                                                      | 2030                                                      | 2040                                                      | 2050                                                      | 2060                                                      | 2070                                                      | 2080                                                      | 2090                                                      |
| Einwohner                                                 | 1481                                                      | 1591                                                      | 1533                                                      |                                                           |                                                           |                                                           |                                                           |                                                           |                                                           |                                                           |

## Kultur und Sehenswürdigkeiten

### Bauwerke
In Stockton Springs wurden mehrere Bauwerke und ein Schiffswrack ins National Register of Historic Places aufgenommen.
- Defence (1779), 1975 unter der Register-Nr. 75000205.[10]

- Fort Point Light Station, 1988 unter der Register-Nr. 87002269.[11]
- Fort Pownall Memorial, 1969 unter der Register-Nr. 69000028.[12]
- Nathan G. Hichborn House, 1988 unter der Register-Nr. 88000392.[13]
- Stockton Springs Community Church, 1985 unter der Register-Nr. 85001266.[14]

## Wirtschaft und Infrastruktur

### Verkehr
Der U.S. Highway 1 verläuft entlang der Küstenlinie von Stockton Springs.

### Öffentliche Einrichtungen
Es gibt keine medizinischen Einrichtungen in Stockton Springs. Die nächstgelegenen befinden sich in Belfast.
Die Stockton Springs Community Library wurde im Jahr 2001 gegründet und befindet sich in dem historischen Colcord House, an der Main Street Ecke Station Street. Das Gebäude gehört der Stockton Springs Historical Society.

### Bildung
Stockton Springs gehört mit Searsport zur RSU #20.
Im Schulbezirk werden folgende Schulen angeboten:
- Searsport Elementary School in Searsport
- Searsport District Middle School in Searsport
- Searsport District High School in Searsport

## Persönlichkeiten

### Persönlichkeiten, die vor Ort gewirkt haben
- N. G. Hitchborn (1818–1874), Geschäftsmann und Politiker sowie Maine State Treasurer